# Shweta Tiwari

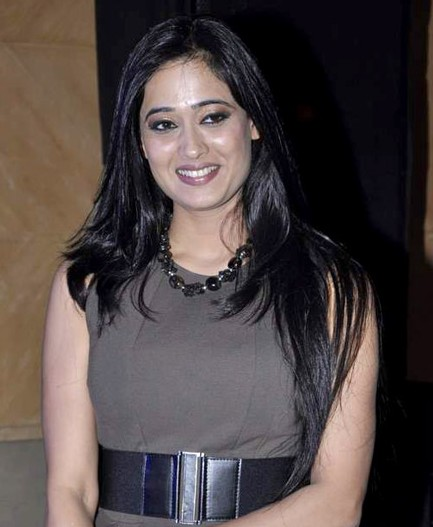
Shweta Tiwari

Shweta Tiwari (Hindi श्वेता तिवारी; * 4. Oktober 1980 in Pratapgarh, Uttar Pradesh) ist eine indische Schauspielerin.

## Leben
Shweta Tiwari ist die Tochter von Nirmala und Ashok Tiwari. Sie beendete ihre Schulausbildung in Mumbai an der St. Isabel Girls School. Dann begann sie ein Bachelorstudium am  Burhanis College in Mazgaon in Mumbai.  Mit 18 Jahren heiratete sie 1998 den Schauspieler Raja Chaudhary. Tiwari begann ihre Schauspielkarriere 1999, als sie in der indischen Daily Soap „Kasautii Zindagii Kay“ die Rolle der Prerna übernahm. Seitdem wurde sie in verschiedenen Fernsehproduktionen eingesetzt. 2007 wurde die Ehe, aus der eine Tochter namens Palak hervorging, geschieden. Ende 2010 nahm sie an der vierten Staffel der indischen Reality-Serie Bigg Boss teil, aus der sie am 8. Januar 2011 als erste weibliche Gewinnerin hervorging.

## Filme (Auswahl)
- 2004: Madhoshi (Hindi-Film)
- 2004: Aabra Ka Dabra (Hindi-Film)
- 2007: Dahek: A Restless Mind (Hindi-Film)
- 2008: Hamar Sayian Hindustani (Bhojpuri-Film)
- 2008: Kab Aibu Anganwa Hamar (Bhojpuri-Film)
- 2009: Ae Bhouji Ke Sister (Bhojpuri-Film)
- 2009: Apni Boli Apna Des (Punjabi-Film)[2]
- 2010: Benny And Babloo (Hindi-Film)
- Trinetra (Nepali-Film)